# محکوم (فیلم ۱۳۴۲)
محکوم فیلمی به کارگردانی فرج‌الله نسیمیان و نویسندگی ابراهیم باقری محصول سال ۱۳۴۲ است.

## خلاصه داستان
آقای امیدوار، که کارمند مورد اعتماد بانک است، مأمور انتقال مقداری طلا و جواهر از آبادان به تهران می‌شود...

## بازیگران
- مجید محسنی
- دلیله نمازی
- پروین
- سیمین علی‌زاده
- جواد قائم‌مقامی
- جمشید مهرداد
- غیاث
- اشرف کاشانی
- میرزاده
- عبادت
- عباس دماوندی
- شهری
- سوسن مهاجر
- گیتی
- ایرج
- محسنی